# Розтоки (Словаччина)
Розтоки (словац. Roztoky) — село в Словаччині, Свидницькому окрузі Пряшівського краю. Розташоване в північно-східній частині Словаччини в північній частині Низьких Бескидів в долині притоки Ондави біля кордону з Польщею.
Уперше згадується у 1435 році.

## Пам'ятки
У селі є греко-католицька церква святого великомученика Димитрія з 1848 року в стилі класицизму, з 1988 року національна культурна пам'ятка. 
Крім неї є також православна церква святого великомученика Димитрія з 20 століття у візінтійському стилі.

## Населення
| Рік:            | 1993 | 2003     | 2013     | 2023     |
| --------------- | ---- | -------- | -------- | -------- |
| Кількість осіб: | 237  | 292      | 377      | 446      |
| Різниця:        |      | +23,20 % | +29,10 % | +18,30 % |

| Рік:            | 2022 | 2023    |
| --------------- | ---- | ------- |
| Кількість осіб: | 440  | 446     |
| Різниця:        |      | +1,36 % |

В селі проживає 342 осіб.
Національний склад населення (за даними останнього перепису населення — 2001 року):
- словаки — 70,07%
- русини — 23,47%
- цигани — 4,42%
- українці — 2,04%

Склад населення за приналежністю до релігії станом на 2001 рік:
- греко-католики — 2,72%,
- римо-католики — 1,36%,
- православні — 95,92%,